# Süddeutsche Zeitung
El Süddeutsche Zeitung («diari sud-alemany») és un diari alemany editat a Múnic. Va ser fundat el 1945.

## Característiques
L'editorial del diari és d'òptica liberal, fet que duu alguna gent a fer broma dient que aquest és l'únic diari d'oposició a Baviera, que ha estat governada pel partit conservador CSU gairebé ininterrompudament des del 1949 fins al 2009.
L'edició nacional inclou quatre seccions: Política, Cultura, Economia i Esports. Les edicions venudes a Múnic i la seva rodalia inclouen també un apartat de notícies locals.
Molts dels periodistes més coneguts d'Alemanya treballen o han treballat pel Süddeutsche Zeitung durant una part important de la seva vida professional. Heribert Prantl, cap nacional és advocat, exfiscal i l'autor més citat de comentaris editorials en premsa alemanya. Hans Leyendecker, per la seva part, és un dels periodistes de recerca més coneguts del país. Com aquests molts altres periodistes de renom formen part de l'equip del SZ.
Els dilluns, el diari conté un apartat de vuit pàgines en anglès del New York Times.

## Història
El 6 d'octubre de 1945, després del final de la Segona Guerra Mundial, aquest diari va ser el primer a rebre una llicència per publicar de l'administració militar americana de Baviera. El mateix vespre, es va publicar el primer article, que comença així:
| « | Per primera vegada des del col·lapse del mandat del terror, un diari dirigit per alemanys és publicat a Múnic. Està limitat per les necessitats polítiques dels dies que corren, però no està subjecte a la censura, ni tampoc emmordassat per cap mena de restricció de consciència. | » |

## Estadístiques
El diari té, aproximadament, 1,1 milions de lectors diaris, fet que fa d'aquest el diari de format gran publicat en alemany més important. Uns quaranta corresponsals informen tant des d'Alemanya com des de l'estranger.